# Nógrádi Géza
Nógrádi Géza (Sárvár, 1932. december 28. – Sárvár, 1973. augusztus 25.) magyar néprajzkutató, helytörténész, muzeológus, a sárvári Nádasdy Ferenc Múzeum igazgatója.

## Életpályája
Általános és középiskolai tanulmányait szülővárosában végezte el. Kaposváron és Szombathelyen volt középiskolás. Az ELTE néprajz–muzeológia szakán tanult; 1956-ban diplomázott. 1956–1973 között a sárvári Nádasdy Ferenc Múzeum igazgatója volt. 1961-ben bekapcsolódott az önkéntes tűzoltói munkába, 1969-től tűzoltóparancsnok is volt.
A paraszti gazdálkodással, építkezéssel és helytörténettel foglalkozó cikkeit és tanulmányait a Vas megyei lapok és folyóiratok közölték. Szerkesztője volt a Sárvár–Cikkgyűjtemény–Útikalauz című kiadványnak. 

## Művei
- Adatok a sárvári gyűjtemények történetéhez (Szombathely, 1961)
- A múzeum és a népművelés a sárvási Nádasdy Ferenc Múzeum munkájának tükrében (1962)
- Víznyerés és vízhasználat Nagygeresden (1968)
- Sárvár várossá avatásáról (1968)
- Sárvár tűzoltótörténete 1873-1973 (Sárvár, 1975)
- A Nádasdy Ferenc Múzeum tűzoltógyűjteménye (Szombathely, 1975)